# Vladimir (ime)
Vladimir je slavensko muško ime.
Dolazi od riječi 'vladati' i 'mir'. Pretpostavlja se da je ime Vladimir nastalo u ruskom jeziku od skandinavskog imena Waldemar, ali je malo vjerojatna jer se to ime spominje u najranijoj povijesti Južnih Slavena.

## Poznati Vladimiri
- Vladimir Lenjin, sovjetski predsjednik
- Vladimir Nazor, hrvatski pisac
- Vladimir Putin, 2. predsjednik Rusije
- Vladimir Becić, hrvatski slikar
- Vladimir Nabokov, rusko-američki književnik
- Vladimir Bakarić, hrvatski komunist i političar
- Vladimir Prelog,  hrvatski i švicarski kemičar, dobitnik Nobelove nagrade za kemiju.
- Vladimir Kranjčević, hrvatski glazbenik, dirigent, pijanist i pedagog
- Vladimir Oravsky, švedski pisac